# Автомобиль года в России
Автомобиль года в России — частная российская награда в области автомобилестроения, присуждаемая издательским домом «Автопанорама» на основе проводимого им онлайн-голосования. Конкурс проводится ежегодно с 2000 года. Участие в нём могут принять только те автомобили, которые официально представлены на российском рынке. Результаты голосования традиционно озвучиваются в конце марта — середине апреля.

## История
Премия «Автомобиль года в России» была основана в 2000 году издательским домом «Автопанорама». Первый конкурс был организован на стыке 2000 и 2001 годов при поддержке ассоциации «Российские автомобильные дилеры».
Второй по счёту всероссийский конкурс «Автомобиль года в России» включал 12 номинаций и проводился журналами Автопанорама и Формула при поддержке Российской ассоциации автомобильных дилеров в 2001 году. В нём приняли участие 22 211 человек. Победителем в категории малый класс стал автомобиль Peugeot 206, средний класс — Mercedes-Benz C-класс, представительский класс — BMW 7. В номинации «Новинка года» голосование завершилось победой седана BMW 7. Второе место в этой номинации досталось Jaguar X-Type, а третье — Mercedes-Benz C-класс.
В 2002 году в рамках конкурса была представлена 271 модель автомобилей, продающихся на российском рынке. Список номинаций расширился до 18 категорий. Участие в голосовании приняли 18 347 человек. Новинкой года был признан автомобиль Audi A8.

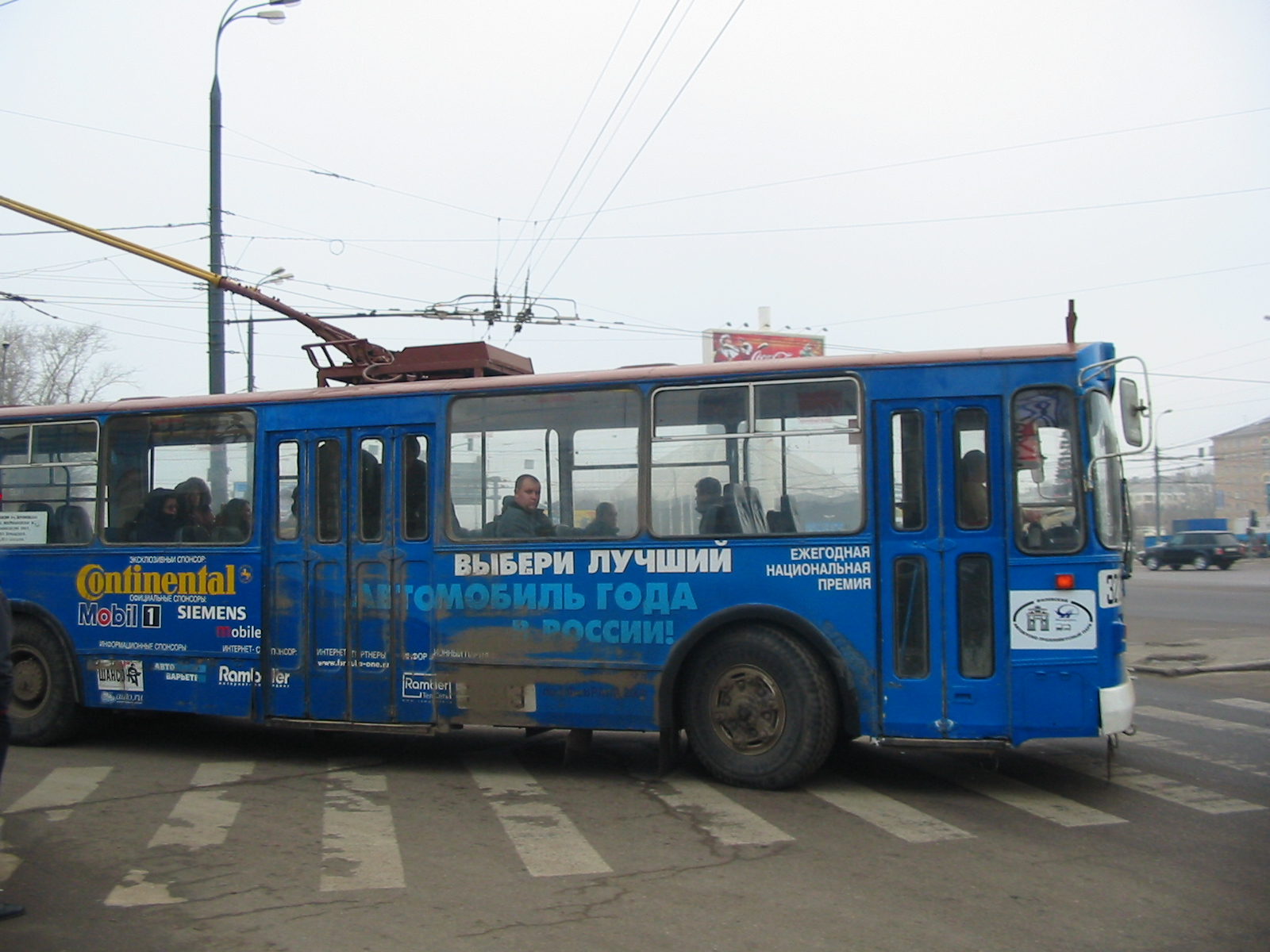
Реклама конкурса "Автомобиль года" на троллейбусе в Москве (2003)

Четвёртый розыгрыш премии проводился с 1 ноября 2003 года по 1 февраля 2004 года. Всего в голосовании принял участие 34 861 человек. На премию были номинированы 224 автомобиля, которые поделили на 14 категорий. В специальной номинации «Новинка года» одержал победу автомобиль BMW 5.
В конце 2004 года было принято решение об изменении исчисления по годам. По традиции, голосование начинается в конце года, результаты же объявляются в начале следующего. Большинство производителей стали активно использовать бренд конкурса в рекламных целях и актуальность года получения премии, указанного на логотипе, стала очень важной для автомобильных производителей.
15 апреля 2005 года на торжественной церемонии в московском выставочном центре «Крокус Экспо» были названы лучшие, по оценке 49 878 человек, модели автомобилей из числа официально продаваемых в России. Всего было представлено 253 автомобиля в 18 категориях. Конкурс проводился среди читателей журналов Автопанорама, Men’s Health, 5 Колесо, Компания и Русский Newsweek.
В 2006 году в голосовании за автомобили года в России участвовали почти 85 тысяч человек. В число номинантов вошли 217 моделей транспортных средств, представленных на отечественном рынке. Победители были озвучены в конце апреля.
В 2007 году звание автомобиля года в России присуждалось в 19 номинациях и двух специальных номинациях: «Новинка года» и «Любимая марка». Результаты голосования были объявлены 30 марта в Центральном выставочном зале «Манеж». За звание автомобиля года боролись 306 моделей транспортных средств. По данным организаторов конкурса, журнала «Автопанорама», в опросе приняли участие 82 302 человека (84 % мужчины и 16 % — женщины). По результатам голосования любимой маркой была признана Toyota.
В 2008 году в конкурсе премии приняло участие 104 722 человека, в 2009 году — 202 776 человек.
В 2010 году за возможность войти в тройку лидеров голосования соревновался 391 претендент в 22 номинациях (20 классов и 2 специальные номинации: «Новинка года» и «Любимая марка»). В голосовании приняли участие 1 443 315 человек из 5000 городов и населённых пунктов России. В результате «Новинкой года» был назван автомобиль Mercedes-Benz E-класс, а звание «Любимой марки», как и в 2009 году, досталось BMW.
В 2012 году за звания автомобиля года в России боролись 375 автомобилей. Голосование проходило в течение трёх месяцев. В число победителей вошла только одна машина российского производства. В номинации «Новинка года» победил автомобиль Hyundai Solaris, а в категории «Любимая марка» — Audi.
Результаты голосования 2013 года, проводившегося с 1 января по 31 марта, были объявлены 24 апреля в московском зале «Известия Hall». За звание автомобиля года в России боролись в 23 классах и трёх специальных номинациях боролись 385 моделей.
В рамках конкурса 2014 года приняли участие более миллиона человек. В борьбе на звание автомобиля года участвовало 400 моделей, официально представленных на рынке РФ. Лучшие автомобили определялись в 23 классах и трёх специальных номинациях: «Новинка года», «Любимая марка в массовом сегменте» и «Любимая марка в премиальном сегменте». Новинкой года был признан автомобиль S-класса Mercedes-Benz W222. Любимой маркой в массовом сегменте в 2014 году стала корейская Hyundai, а любимой маркой в премиальном сегменте была названа немецкая Audi. Среди отечественных марок оказался лишь один победитель — LADA Largus Furgon (мини-фургоны).
В 2015 году участие в голосовании приняли 938 904 человек.
В 2016 году за получение премии соревновались 353 модели транспортных средств. Своё мнение высказали 934 326 человек из 86 регионов России.
В 2017 году подведение итогов и церемония вручения премии «Автомобиль года в России-2017» состоялось в Москве 26 апреля. В общей сложности в голосовании приняли участие 972 307 человек. Самой популярной категорией стали «Новинки». Там победу одержала Hyundai Creta. Эта же модель заняла первую строчку в номинации «Компактные внедорожники». Volkswagen собрал большинство голосов в номинации «Любимая марка в массовом сегменте», а Mercedes-Benz — в номинации «Любимая марка в премиальном сегменте». LADA Vesta была признана лучшей в «Малом классе», в категории «Мини-фургоны»  — LADA Largus Фургон. Второй год подряд лучшим автомобилем в классе «Фургоны» становится «ГAЗель NEXT».
В 2018 году в голосовании за любимые автомобили приняли участие 1068215 человек со всей России. Церемония прошла 26 апреля в Московском Дворце Молодежи в новом формате автомобильного Оскара. Помимо основных были и несколько специальных номинаций. В номинации «Самый узнаваемый китайский бренд» победила марка Chery. В номинации «Любимая марка. Массовый сегмент» победу одержала LADA. Первенство в номинации «Любимая марка. Премиальный сегмент» взял Mercedes-Benz. А звание «Новинка года» получил спорткар KIA Stinger.

## Номинации
В настоящее время конкурс включает следующие номинации:

### Основные
1. городские автомобили
2. малый класс
3. малый средний класс
4. средний класс
5. бизнес-класс
6. представительский класс
7. представительский класс «премиум»
8. купе
9. купе «премиум»
10. грантуреры
11. кабриолеты и родстеры
12. кабриолеты и родстеры «премиум»
13. универсалы повышенной проходимости
14. компактные внедорожники
15. лёгкие внедорожники
16. средние внедорожники
17. тяжёлые внедорожники
18. пикапы
19. компактвэны
20. минивэны
21. мини-фургоны
22. лёгкие фургоны
23. фургоны

### Специальные
1. новинка года
2. любимая марка. Массовый сегмент
3. любимая марка. Премиальный сегмент
4. Самый узнаваемый китайский бренд

## Победители
| Год  | Любимая марка                                                           | Новинка                                      | Городские автомобили | Малый класс           | Средний класс         | Бизнес-класс          | Представительский класс | Купе                   |
| ---- | ----------------------------------------------------------------------- | -------------------------------------------- | -------------------- | --------------------- | --------------------- | --------------------- | ----------------------- | ---------------------- |
| 2001 | -                                                                       | BMW 7                                        | Ford Ka              | Peugeot 206           | Mercedes-Benz C-класс | BMW 5                 | BMW 7                   | -                      |
| 2002 | -                                                                       | Audi A8                                      | Ford Ka              | Peugeot 206           | BMW 3                 | Mercedes-Benz E-класс | BMW 7                   | Audi TT                |
| 2003 | -                                                                       | BMW 5                                        | Daewoo Matiz         | Peugeot 206           | Toyota Avensis        | BMW 5                 | Maybach                 | Bentley Continental GT |
| 2005 | BMW                                                                     | Peugeot 407                                  | Citroen C2           | Hyundai Getz          | Mazda 6               | Audi A6               | Lexus LS 430            | Mercedes-Benz C219     |
| 2006 | Mitsubishi                                                              | Ford Focus                                   | Peugeot 1007         | Chevrolet Aveo        | Volkswagen Passat     | Lexus GS              | Mercedes-Benz S-класс   | Mazda RX-8             |
| 2007 | Toyota                                                                  | Volvo S80                                    | Citroen C2           | Opel Corsa            | Honda Accord          | Toyota Camry          | Lexus LS 460            | Audi TT                |
| 2008 | -                                                                       | Ford Mondeo                                  | Peugeot 107          | Opel Corsa            | Honda Accord          | Toyota Camry          | Lexus LS 460            | Audi A5                |
| 2009 | BMW                                                                     | Ford Focus                                   | Peugeot 107          | Ford Fiesta           | Honda Accord          | Toyota Camry          | BMW 7                   | Audi A5/S5             |
| 2010 | BMW                                                                     | Mercedes-Benz E-класс                        | Peugeot 107          | Volkswagen Polo       | Toyota Avensis        | Mercedes-Benz E-класс | Mercedes-Benz S-класс   | Audi A5/S5             |
| 2011 | BMW                                                                     | Audi A8                                      | Chevrolet Spark      | Volkswagen Polo Sedan | Volvo S60             | BMW 5                 | Mercedes-Benz S-класс   | Audi A7 Sportback      |
| 2012 | Audi                                                                    | Hyundai Solaris                              | Chevrolet Spark      | Hyundai Solaris       | Honda Accord          | BMW 5                 | Mercedes-Benz S-класс   | Audi A7 Sportback      |
| 2013 | Audi                                                                    | Range Rover                                  | Peugeot 107          | Hyundai Solaris       | Hyundai i40           | Toyota Camry          | BMW 7                   | Chevrolet Camaro       |
| 2014 | Hyundai (в массовом сегменте) Audi (в премиальном сегменте)             | Mercedes-Benz W222                           | Kia Picanto          | Hyundai Solaris       | Skoda Octavia         | Audi A6               | Mercedes-Benz W222      | Chevrolet Camaro       |
| 2015 | Hyundai (в массовом сегменте) Audi (в премиальном сегменте)             | Audi TT                                      | Uz-Daewoo Matiz      | Hyundai Solaris       | Skoda Octavia         | Hyundai Genesis       | Mercedes-Benz W222      | Audi TT                |
| 2016 | Hyundai (в массовом сегменте) BMW (в премиальном сегменте)              | LADA Vesta                                   | Kia Picanto          | Hyundai Solaris       | Skoda Octavia         | Ford Mondeo           | BMW 7                   | Audi TT                |
| 2017 | Volkswagen (в массовом сегменте) Mercedes-Benz (в премиальном сегменте) | Hyundai Creta                                | KIA Picanto          | LADA Vesta            | KIA Optima            | ŠKODA Superb          | Mercedes-Benz S-Класс   | Chevrolet Camaro       |
| 2018 | LADA (в массовом сегменте) Mercedes-Benz (в премиальном сегменте)       | Kia Stinger                                  | KIA Picanto          | LADA Vesta            | Hyundai Sonata        | BMW 5                 | Mercedes-Benz S-Класс   | Chevrolet Camaro       |
| 2019 | Volkswagen (в массовом сегменте) BMW (в премиальном сегменте)           | KIA Ceed                                     | KIA Picanto          | LADA Vesta            | KIA Optima            | Toyota Camry          | Audi A8                 | Lexus RC               |
| 2020 | Volkswagen (в массовом сегменте) Mercedes-Benz (в премиальном сегменте) | Audi Q8 (2019)Volkswagen Arteon (2020)       | KIA Picanto          | LADA Vesta            | Skoda Octavia         | Toyota Camry          | BMW 7                   | Chevrolet Camaro       |
| 2021 | Kia (в массовом сегменте), Audi (в премиальном сегменте)                | Mitsubishi Pajero Sport                      | Kia Picanto          | LADA Vesta            | Volkswagen Jetta      | Kia K5                | Mercedes-Benz S-Класс   | BMW 4-й серии Coupe    |
| 2022 | Kia (в массовом сегменте), Audi (в премиальном сегменте)                | Lada Largus, Exeed VX, Chery Tiggo 8 PRO MAX | Kia Picanto          | LADA Vesta            | Skoda Octavia         | Kia K5                | Mercedes-Benz S-Класс   | Porsche 911 Carrera    |